# Acrapex quadrata
Acrapex quadrata är en fjärilsart som beskrevs av Emilio Berio 1973. Acrapex quadrata ingår i släktet Acrapex och familjen nattflyn. Inga underarter finns listade i Catalogue of Life.